# Arthur Newton
Arthur Lewis Newton (Woodstock (Vermont), 31 januari 1883 - New Rochelle, 19 juli 1950) was een Amerikaans atleet.

## Biografie
Munson behaalde tijdens de Olympische Zomerspelen 1904 de eerste plaats 4 mijl voor teams en de derde plaats op de marathon en de Steeplechase.

## Titels
- Olympisch kampioen 4 mijl, Team - 1904

## Palmares

### Steeplechase
- 1900: 4e OS (2500m)
- 1904:  OS (2590 m)

### marathon
- 1900: 5e OS 4:04.12 (40km, 260m)
- 1904:  OS 3:47.33 (40km)

### 5000 m, team
- 1904:  OS - 27 punten